# Nästjärnen (Sundsjö socken, Jämtland)
Nästjärnen är en sjö i Bräcke kommun i Jämtland och ingår i Ljungans huvudavrinningsområde.